# Soy tóxico
Soy tóxico es una película argentina de ciencia ficción apocalíptica y terror de 2018 coescrita y dirigida por Pablo Parés y Daniel de la Vega, con colaboración de Paulo Soria en el guion. Es protagonizada por Esteban Prol y Horacio Fontova.

## Sinopsis
Un hombre despierta y de repente se encuentra, sin saber cómo ni porqué, en un mundo destruido y plagado de seres monstruosos, los cuales se niegan a darle explicaciones concretas sobre ellos ni sobre lo sucedido antes de despertar.

## Reparto
Participaron del filme los siguientes intérpretes:
- Esteban Prol - Perro
- Horacio Fontova - Padre Blanco
- Sergio Podeley - Gris
- Gastón Cocchiarale - Cerdo
- Fini Bocchino - Iris
- Verónica Intile - Sara

## Comentarios
Santiago García en el sitio web leercine.com escribió:

”...los primeros minutos de película se desarrollan sin diálogos, con una buena elección de locación y con un logrado clima. Luego...la cosa será menos interesante. El maquillaje, la dirección de arte y el vestuario están impecables, logrando un clima, junto con la fotografía, cercano al cine de terror europeo de los setentas o al de las películas de bajo presupuesto. Pero a medida que la película avanza….pierde fuerza escena tras escena, no porque empeoren, sino porque no logran sumar…Lo que sigue faltando son guiones más sólidos, de esos que hagan la diferencia, a partir de allí las películas de terror y ciencia ficción, aun siendo humildes, podrán lograr el objetivo de calidad que se espera de cualquier título.”

Catalina Dlugi en el sitio web elportalde catalina.com opinó:

”… Bien ambientado, con rubros de dirección artística, maquillaje, peinado y vestuario que con pocos recursos valorizan la producción, el film entretiene, redondea toda una concepción de un futuro aterrador, regido por el “sálvese quien pueda”. El resto del elenco muy bien elegido, como Fini Bocchino (Hija de Andrea Frigerio), Sergio Podeley y Gastón Cocciaralle se lucen tanto como Fontova y Prol.”

Josep M. Luzán en el sitio terrorweekend.com dijo:

”… nada nuevo bajo el sol, vestido, eso sí, de gala a través de una producción exquisita adornada con una fotografía oscura y perversa, que está a cargo de Facundo Nuble y un trabajo de vestuario y maquillaje realmente encomiable. Todo eso para explicar algo que carece de originalidad y que le falta algo de profundidad en una historia bastante plana que adolece de lo que muchos esperan, alguna que otra macabra sorpresa…. El guion es algo confuso, abusando de escenas demasiado largas, repetitivas y que no aportan demasiado al resultado final…. El dibujo de los personajes quizá sea uno de los puntos más positivos de esta cinta, ya que nos pinta unos tipos que representan de manera bastante eficiente la desesperación que acaba rayando la locura.

## Premios y nominaciones
Festival Grossmann de Cine Fantástico y Vino  2020
- Soy tóxico nominada al Premio del Público a la Mejor Película

Festival Internacional de Cine Fantástico y de Terror Sant Cugat 2020
- Soy tóxico nominada al Premio del Juradoa la Mejor Película